# 스티븐 로페스
스티븐 로페스(영어: Steven López, 1978년 11월 9일~)는 미국의 태권도 선수이다. 올림픽 2번 우승, 세계 태권도 선수권 대회 5번 우승, 태권도 월드컵 1회 우승을 차지하며 메이저 국제 대회에서 총 8번 우승하면서, 9회 우승을 달성한 하디 사에이 다음으로 가장 많은 메이저 대회 우승을 차지한 선수이다.
2008년부터 2016년 하계 올림픽까지 올림픽에 총 5번 참가하였으며 금메달 2개와 동메달 1개를 획득하였다. 세계 선수권 대회의 경우 2001년 세계 태권도 선수권 대회 라이트급에 참가하여 금메달을 획득하였다. 이어서 2003년 세계 태권도 선수권 대회부터 웰터급으로 참가하였고 이후 2009년까지 5번 연속 금메달을 획득하였다. 이는 세계 태권도 선수권 대회 역사상 최초이자 유일한 5연속 우승이다.

## 어린 시절과 개인사
뉴욕에서 니카라과 이민자 가정에서 태어났다. 그의 부모인 1972년 줄리오(훌리오)와 온디나는 니카라과에서 미국으로 이주했다. 그의 아버지 줄리오는 고국 니카라과에서 1979년 산디니스타 민족해방전선에 의해 축출된 대통령 아나스타시오 소모사 데바일레 밑에서 일했다. 미국으로 건너온 줄리오는 힘든 일을 하며 가족들을 부양했으며 후에 텍사스로 이사갔다. 로페스는 5살때에 태권도를 그의 아버지와 형인 진 로페스로부터 배우기 시작했다. 1997년 텍사스주 슈거랜드에 위치한 캠프터 고등학교를 졸업했다.
형인 진과 동생인 마크와 다이애나 모두 미국 태권도 국가대표팀의 일원으로 활동했다. 마크와 다이애나는 2008년 올림픽에 참가했으며 이는 1904년 하계 올림픽 이후 처음으로 세명의 형제자매가 동시에 올림픽에 참여한 경우이다. 스티븐, 다이에나, 마크 모두 2005년 세계 선수권 대회에서 금메달을 획득하였고 진 로페스가 이들의 코치로 참가하였다.
2006년 1월 로페스는 금지약물인 레보메타암페타민에 양성반응이 나왔다. 그는 처방전 없이 구입한 증기 흡입기에서 이 성분이 나온거 같다고 주장하였다. 그는 3개월의 출전정지와 반도핑 프로그램 교육이수 징계를 받았다.
로페스는 피플잡지에 가장 아름다운 사람 50명으로 뽑혔다. 2012년에 그는 폭스 방송의 데이트 프로그램 중 하나인 더 초이스에 출연하였다.
로페스는 로마 가톨릭교회 신자이며 슈가랜드에 위치한 성당에 참석한다. 그는 그의 신념이 그의 삶에 있어서 매우 중요한 부분이라고 말했다.

## 성폭행 혐의
그와 그의 형 진 로페스는 성폭행 혐의로 세이프스포츠의 조사를 받았다. 2018년 4월 진이 세계 태권도 연맹으로부터 영구적으로 협회가 주관하는 모든 경기 출전 금지 처분을 받았으며 2018년 9월에 스티븐 자신도 세계 태권도 연맹으로부터 출전 금지 처분을 받았다.
2018년 4월 25일 휴스턴 크로니클에 스티븐과 진이 여성 태권도 선수의 성폭행 혐의로 소송이 걸렸다는 내용의 기사가 실렸다. 피해자 엠버 민스 렌덜은 로페스와의 소송에서 자신이 17살때부터 괴롭힘을 당했고 폭행을 하였다고 주장하였다. 또한 로페스가 다수의 국제 대회에서 어린 선수들과 성관계를 맺었으며, 2008년 친구 파티에서 무의식일 때 강간하였다고 주장하였다.
세이프스포츠가 내린 징계는 2018년 12월 해체되면서 도쿄에서 열리는 2020년 하계 올림픽에 출전하려 했으나 세계 태권도 연맹으로부터의 출전 금지 처분은 유효하여 2020년 올림픽 참가가 불발되었다.